# Ricomincio da te - Endings, Beginnings
Ricomincio da te - Endings, Beginnings (Endings, Beginnings) è un film del 2019 co-scritto e diretto da Drake Doremus.
Interpretato da Shailene Woodley, Jamie Dornan e Sebastian Stan; è stato presentato in anteprima mondiale al Toronto International Film Festival l'8 settembre 2019.

## Trama
Una donna di 30 anni che naviga attraverso l'amore e il dolore nel corso di un anno. Durante quel periodo, svelerà i segreti della sua vita.

## Produzione
Nell'ottobre 2018 è stato annunciato che le riprese del nuovo film di Drake Doremus, basato su una sceneggiatura co-scritta con Jardine Libaire, erano iniziare.
Nel cast sono stati annunciati Shailene Woodley, Jamie Dornan, Sebastian Stan, Matthew Gray Gubler, Lindsay Sloane e Shamier Anderson. Nel novembre 2018, Sherry Cola si è unita alle riprese.

## Distribuzione
La pellicola è stata presentata in anteprima al Toronto International Film Festival l'8 settembre 2019. I diritti per la distribuzione sono stati poi acquistati dalla Samuel Goldwyn Films ed è stata annunciata la distrubuzione nelle sale cinematografiche il 1º maggio 2020.
Il 26 marzo 2020, a causa della pandemia di COVID-19, è stato annunciato che il film sarebbe stato distribuito digitalmente il 17 aprile.
In Italia è stato distribuito da Eagle Pictures a parire dal 14 luglio in DVD.